# Nic France
Nic France  (* 30. März 1956 in Standon, Hertfordshire) ist ein britischer Musiker (Schlagzeug, Perkussion, Steeldrum, Piano) des Modern und Fusion Jazz.

## Leben und Wirken
France begann mit sieben Jahren mit dem Klavier- und kurz darauf mit dem Geigenspiel und erhielt zwischen 1964 und 1969 als Chorknabe in Ely eine umfassende musikalische Erziehung. Mit vierzehn Jahren wendete er sich dem Schlagzeug zu, das er als Autodidakt lernte. 1976 begann er auf dem Cambridge College of  Arts and Technology ein Musikstudium; während des Studiums machte er die Bekanntschaft von Chucho Merchan, mit dem er auch später zusammenarbeitete. Auch hatte er Gelegenheit, Musiker wie  Gordon Beck, Martin Taylor und Tony Coe zu begleiten.
1980 zog er nach London, wo er 1982 als Mitglied von Ian Carrs Nucleus tätig war (Awakening, 1980). Auch arbeitete er mit Ronnie Scott,  John Taylor, Allan Holdsworth, Jim Mullen und Bobby Wellins, aber auch mit Mose Allison, L. Shankar, Hank Crawford, David Fathead Newman und Billy Cobham. 1984 war er gemeinsam mit Django Bates, John Parricelli, Chris Batchelor, Mark Lockheart and Iain Ballamy Gründungsmitglied der Loose Tubes. Daneben spielte er von 1984 bis 1986 bei Working Week, mit denen er auf mehreren Europatourneen spielte und drei Alben aufnahm, sowie bei Tim Whitehead. Er arbeitete weiter mit Bill Withers und mehrere Jahre hinweg mit Tanita Tikaram. Seit der Mitte der 1990er Jahre spielte er mit Annie Lennox, Antonio Forcione, Ian Shaw, Christie Hennessey, Pete Jacobsen und mit Tim Garlands Lammas. 2001/2 ging er mit David Gilmour und den Gästen Kate Bush, Bob Geldof und Robert Wyatt auf Tournee. Weiter spielte er mit Andy Sheppard, Nigel Kennedy, Barb Jungr, Terry Callier, Julian Lloyd Webber sowie 2009 mit Charlie Hadens Liberation Music Orchestra.  Als Gastmusiker wirkte er auch in der NDR-Bigband.
Auch wirkte er als Musiker zusammen mit Steven Wilson auf dessen Veröffentlichung Grace for Drowning mit.
Als Instrumentallehrer ist er an der Anglia Ruskin University, Cambridge, aktiv und hat viele Workshops und Sommerschulen geleitet.

## Lexigraphische Einträge
- Ian Carr, Digby Fairweather, Brian Priestley: Rough Guide Jazz. Der ultimative Führer zum Jazz. 1800 Bands und Künstler von den Anfängen bis heute. 2., erweiterte und aktualisierte Auflage. Metzler, Stuttgart/Weimar 2004, ISBN 3-476-01892-X.